# Pleurobrachia
Pleurobrachia es un género de ctenóforos tentaculados de la familia Pleurobrachiidae.

## Especies
Se reconocen las siguientes especies:
- Pleurobrachia arctica
- Pleurobrachia australis
- Pleurobrachia bachei
- Pleurobrachia brunnea
- Pleurobrachia cyanea
- Pleurobrachia dimidiata
- Pleurobrachia globosa
- Pleurobrachia pigmentata
- Pleurobrachia pileus
- Pleurobrachia rhododactyla
- Pleurobrachia rhodopis
- Pleurobrachia striata

## Galería

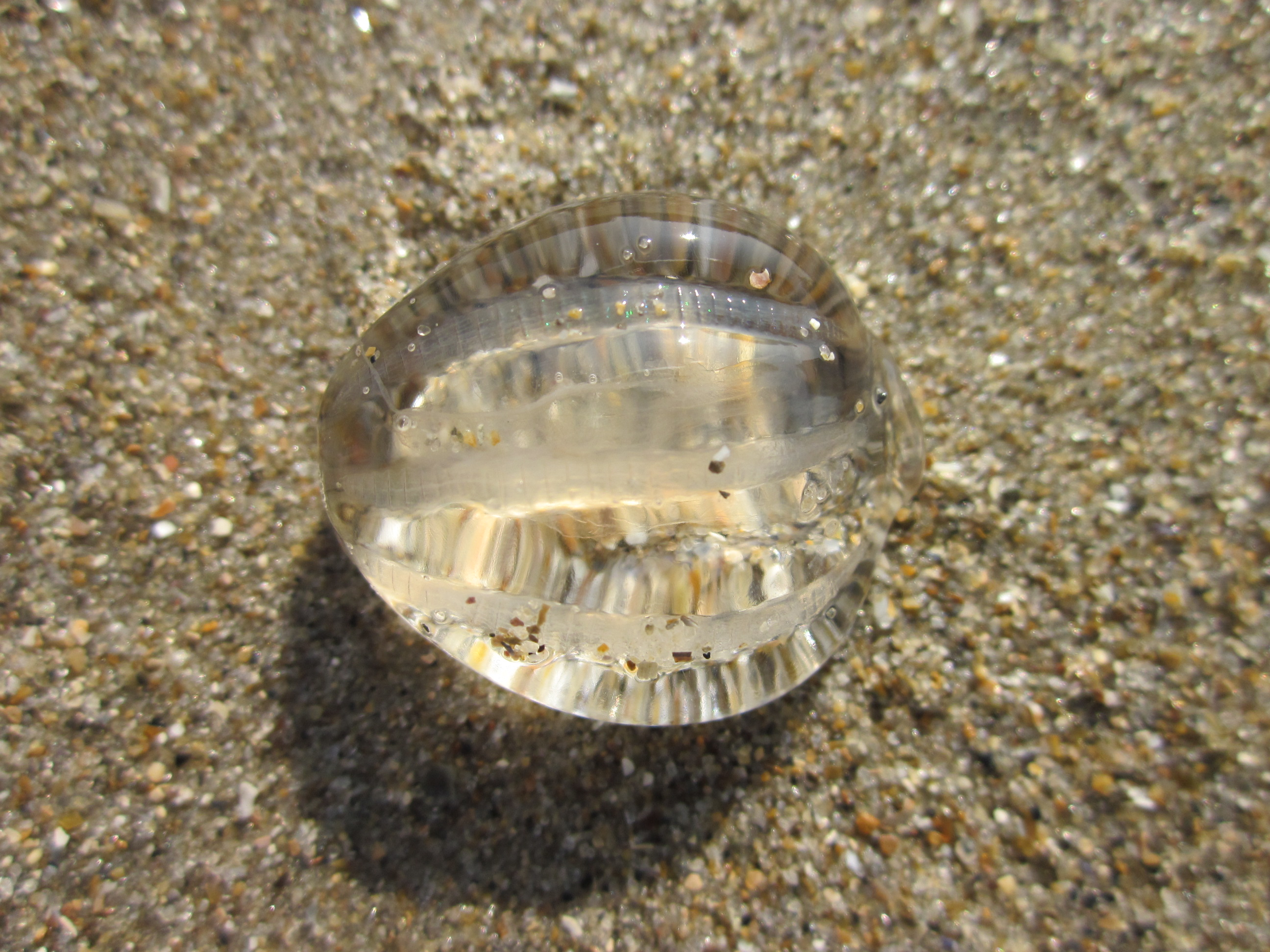
Pleurobrachia pileus
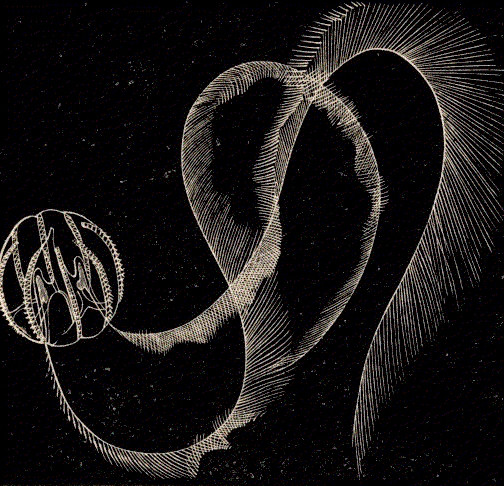
Pleurobrachia rhododactyla
- Pleurobrachia pileus